# Wachtmeister (Adelsgeschlecht)

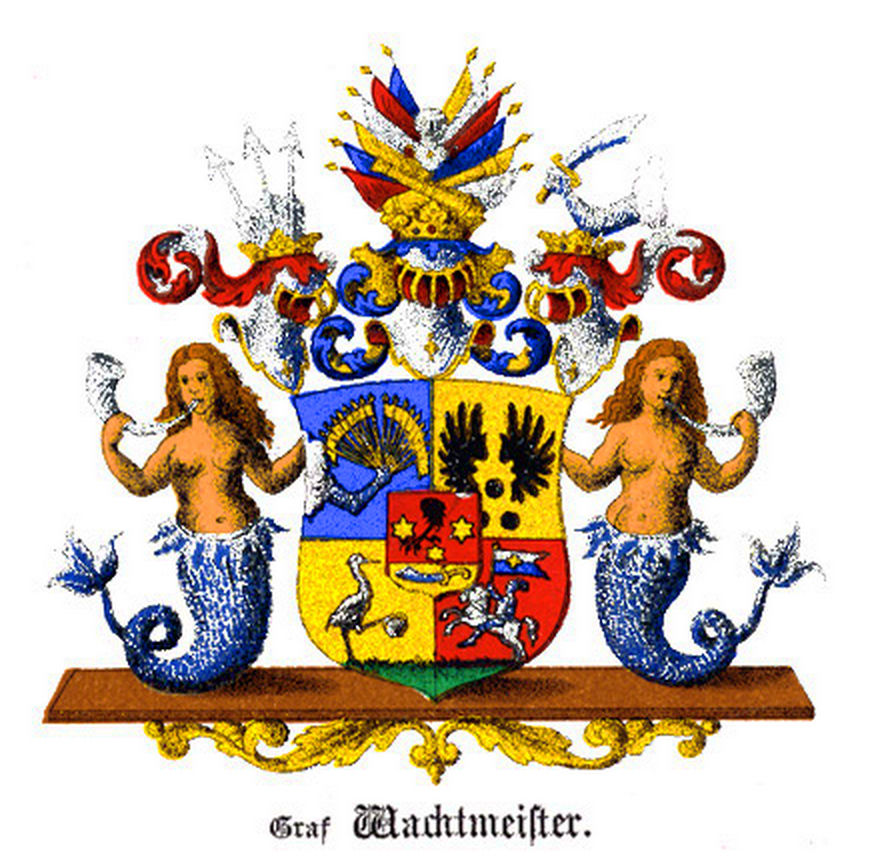
Wappen der Grafen Wachtmeister

Wachtmeister ist der Name eines schwedischen Adelsgeschlechts mit Ursprüngen auf der Insel Dagö (Estland). 1578 wurde es in den Schwedischen Adel aufgenommen. Es besteht bis heute in Schweden und Deutschland. 

## Geschichte
Als sich der Deutsche Orden in Estland auflöste, verloren die nicht uradeligen Geschlechter dort ihren Besitz, darunter die Wachtmeister ihr Rittergut Aunack. Hans Wachtmeister trat 1569 als Rittmeister in schwedische Dienste und stieg bis zum Feldoberst und schwedischen Statthalter im Herzogtum Estland auf. 1578 wurde er gleichzeitig mit einer Reihe weiterer deutscher Ritter in den schwedischen Adelsstand aufgenommen. Das Gut Aunack und zugehörige Besitzungen in Waifer, Suriküla, Häsenhöffen, Alixsar und auf einigen Inseln (Holmen) wurden ihm wieder übereignet. 1578 erwarb er dazu noch Laakt und erhielt 1581 Poll als Lehen der schwedischen Krone. 
Sein einziger Sohn Claes Wachtmeister († 1631) wurde estländischer Landrat. Dessen Sohn, der Generalmajor Hans Wachtmeister zu Björkö (1609–1652), wurde zum Freiherrn erhoben. Dieser hatte eine Reihe von Söhnen, die alle in schwedischen Diensten hohen Militärkarrieren machten und verschiedene Linien der Familie begründeten: den Admiral und Reichsrat Graf Hans Wachtmeister (1641–1714), den Feldmarschall Graf Axel Wachtmeister zu Mälsåker (1643–1699), den Generalleutnant Bleckert Freiherr Wachtmeister af Björkö (1644–1701) und den Generalmajor Fritz Freiherr Wachtmeister af Björkö (1646–1723). Hans erhielt 1687 den schwedischen Grafenstand, Axel ebenfalls 1693 (seine Linie erlosch im Mannesstamm bereits 1708); Fritz hinterließ zwei Töchter; von Bleckert stammt die später in Deutschland ansässige freiherrliche Linie ab. Diese besaß in Vorpommern die Güter Eixen mit Bisdorf (bis 1930) sowie Bassendorf (bis 1945); zeitweilig auch die benachbarten Güter Deyelsdorf und Fäsekow. Diese Linie wurde nach dem Gothaischen Hofkalender 1816 zu Berlin in den preußischen Grafenstand erhoben.
In Schweden erwarb die Familie 1684 das Gut Johannishus und nachfolgend eine Reihe von weiteren Gütern, die sie zum Teil bis heute besitzt (siehe unten).

## Berühmte Angehörige

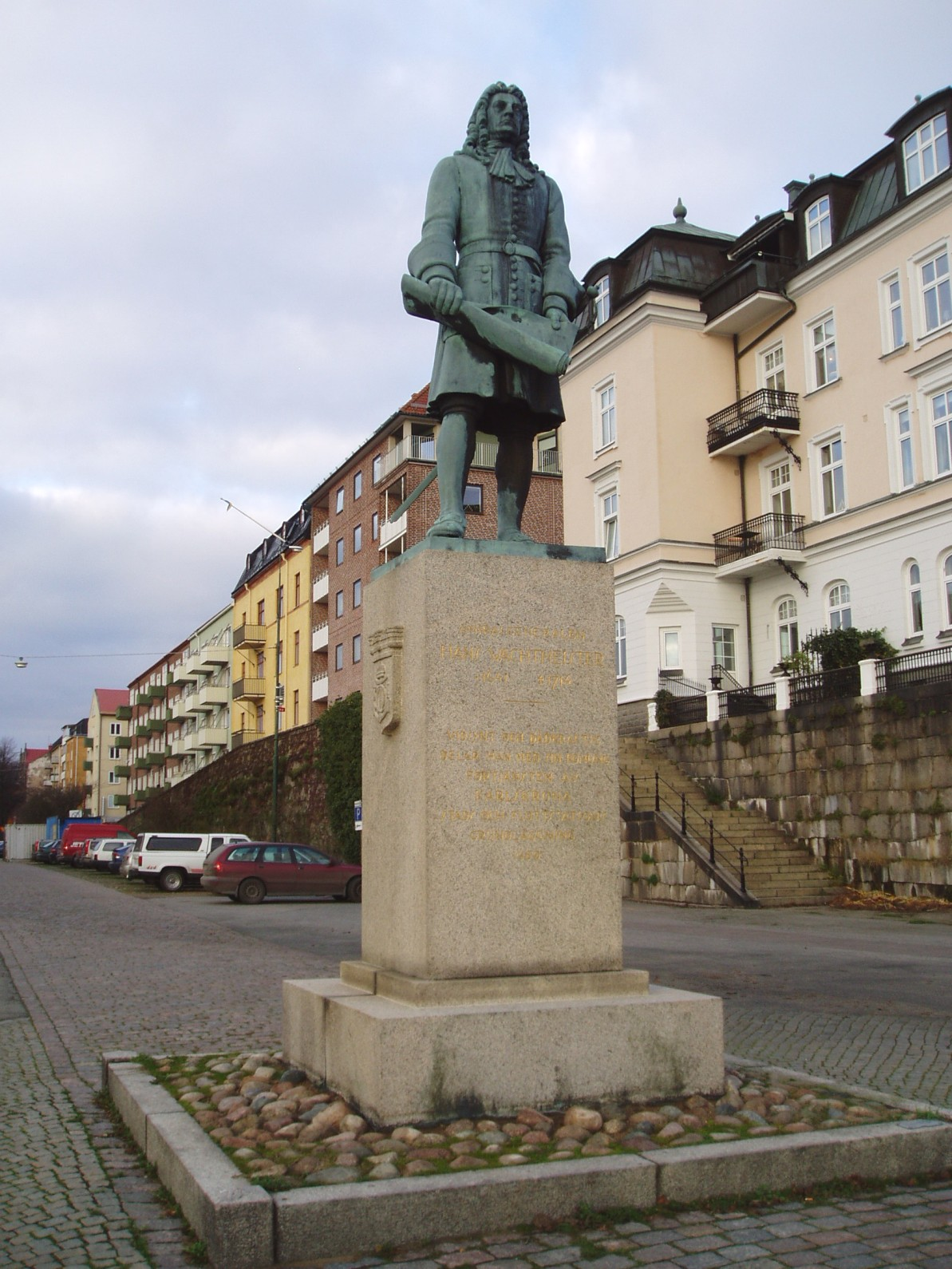
Hans Wachtmeister af Johannishus, Statue in Karlskrona.

- Hans Wachtmeister († 1590), schwedischer Offizier und Stammvater sämtlicher schwedischer Familienzweige. Er erwarb den Adelsnamen im deutschen Kriegsdienst. Er kam 1569 aus Livland nach Schweden, trat als Rittmeister in schwedische Dienste und wurde mit einer Reihe deutscher Ritter 1578 gleichzeitig geadelt. Er wurde schließlich Feldoberst in Estland 1581.
- Johan (Hans) Wachtmeister zu Björkö (1609–1652), Freiherr, Enkel des obengenannten Hans, Generalmajor und Reichsrat[1]
- Hans Wachtmeister zu Johannishus (1641–1714), Graf, Sohn des vorgenannten, Admiral und Reichsrat. 1684 erwarb er das Schloss Johannishus, das seinen Nachfahren aus der Linie der Grafen Wachtmeister af Johannishus bis heute gehört.
- Axel Wachtmeister zu Mälsåker (1643–1699), Graf, Bruder des vorgenannten, Feldmarschall und Königlicher Rat
- Bleckert Wachtmeister (1644–1701), Bruder des vorgenannten, Generalmajor
- Karl Hans Wachtmeister (1682–1731), Graf, Sohn von Bleckert Wachtmeister, Admiral und Reichsrat
- Karl Hans Wachtmeister (1689–1736), Graf, Sohn des Hans Wachtmeister zu Johannishus, Admiral
- Gustav Wachtmeister (1757–1826), Graf, schwedischer General
- Hans Gabriel Trolle-Wachtmeister (1782–1871), Sohn des Grafen Carl Axel Trolle-Wachtmeister (1754–1810) und der Hilla Birgitta Trolle, daher seit 1810 mit dem Namen Trolle-Wachtmeister. Diese Linie ist bis heute auf Schloss Trolle-Ljungby in Kristianstad und Schloss Trolleberg in Staffanstorp ansässig.
- Carl Wachtmeister (1823–1871), Graf, Diplomat, Gesandter und Außenminister
- Constance Wachtmeister (1838–1910), Theosophin

## Besitze
Die Grafen Wachtmeister besitzen bis heute einige bedeutende Schlösser und Güter in Schweden:

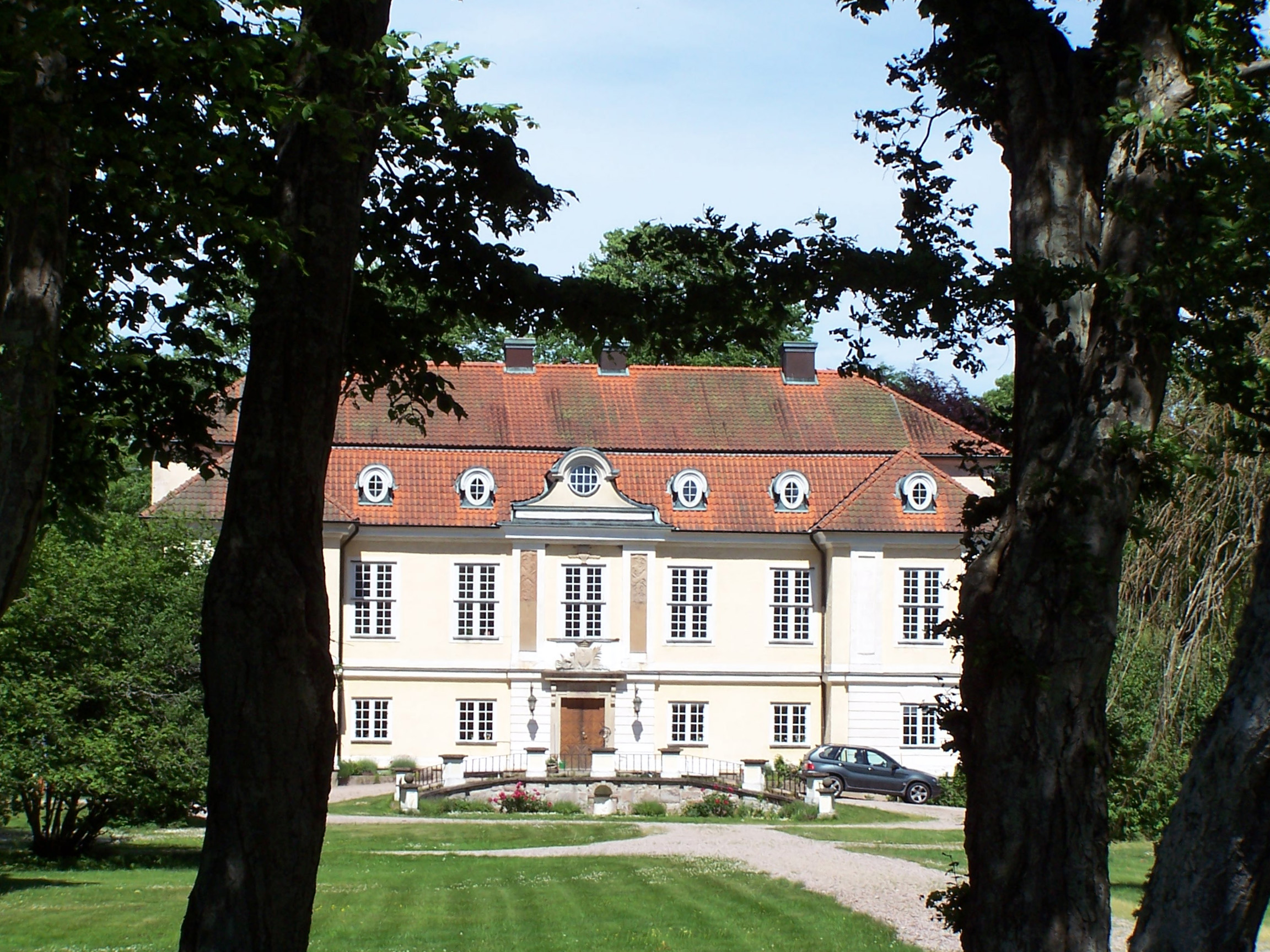
Schloss Johannishus (seit 1684 im Besitz)
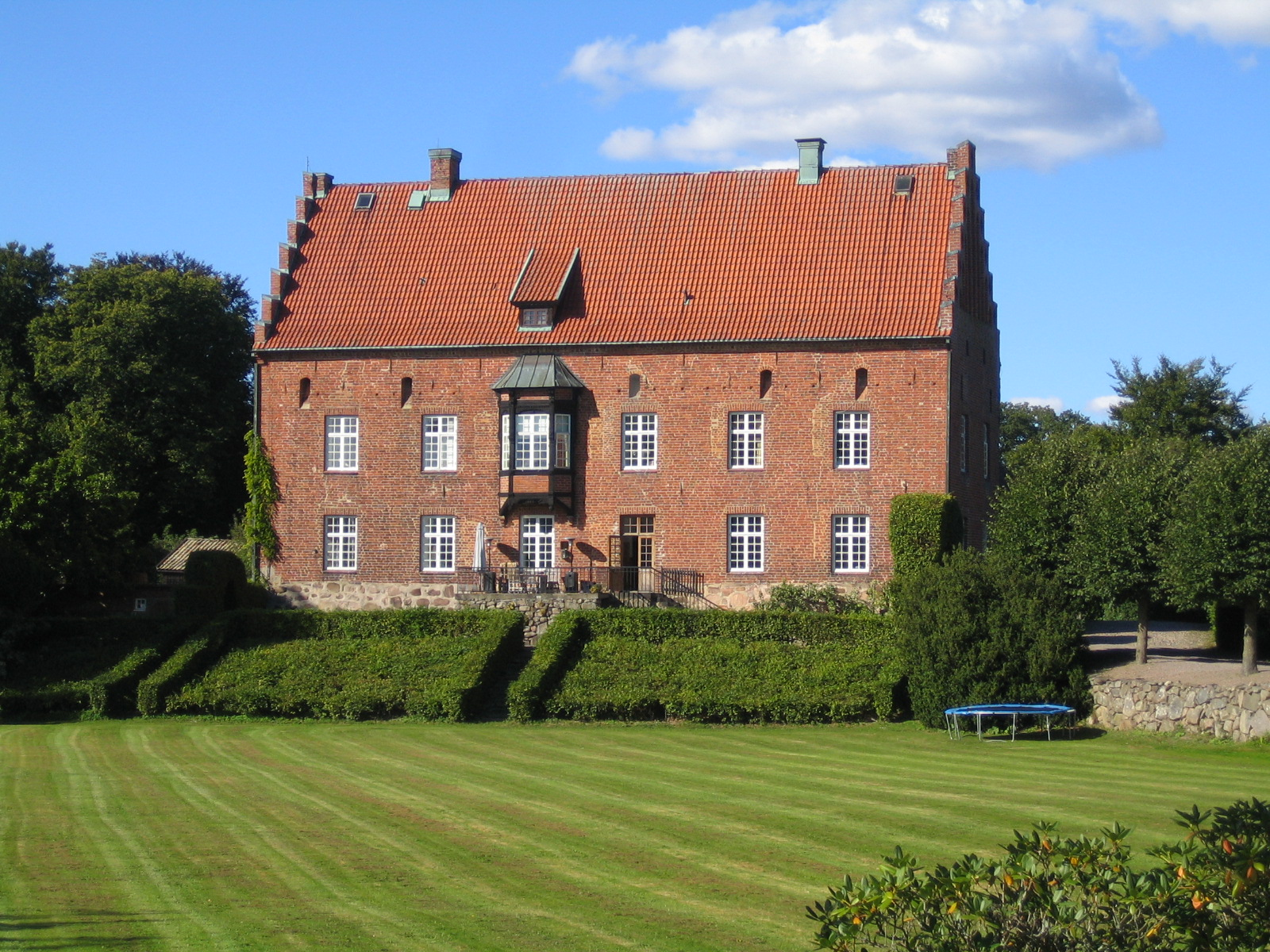
Schloss Knutstorp (seit 1771)
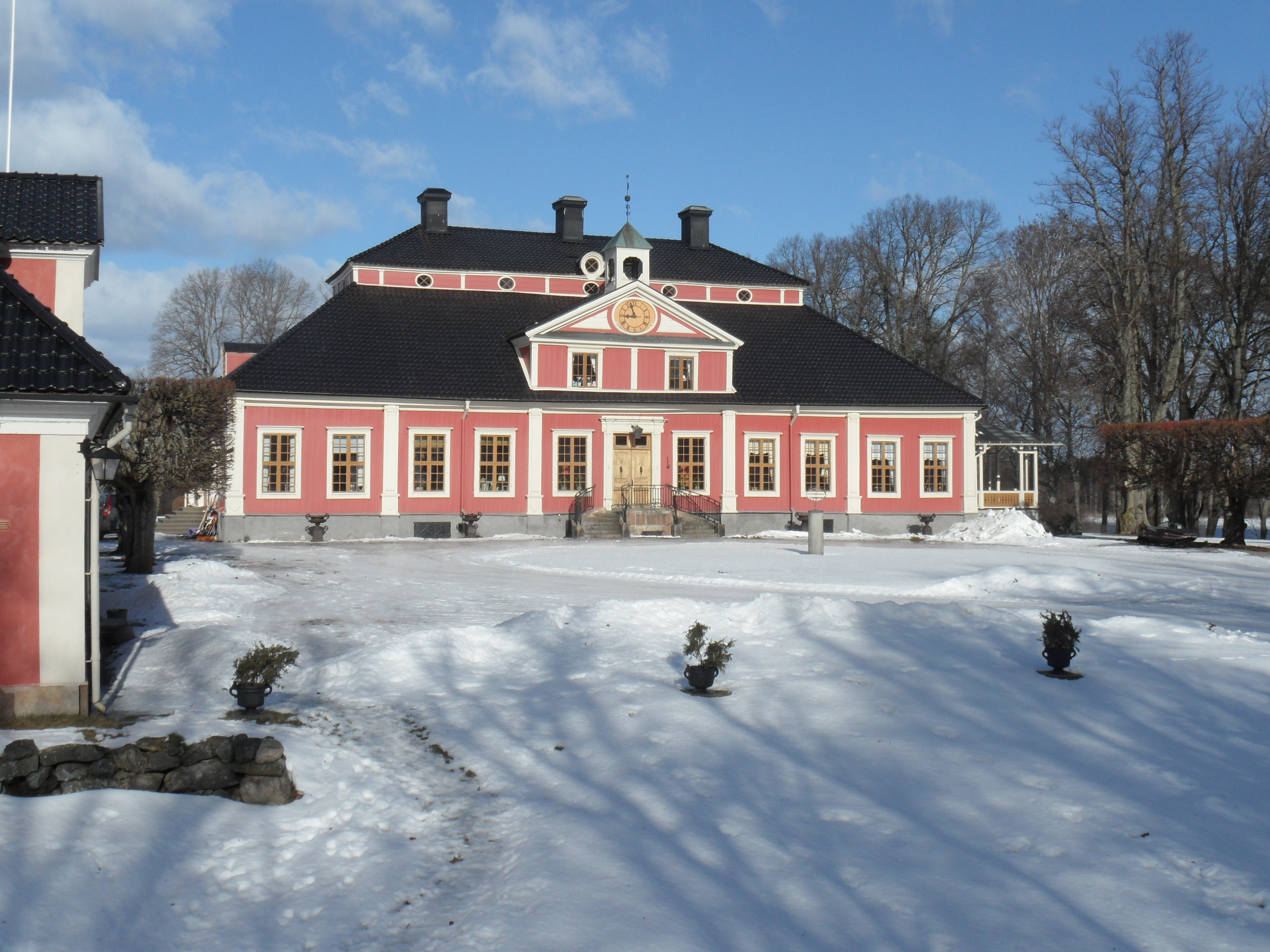
Schloss Nääs (seit 1796)
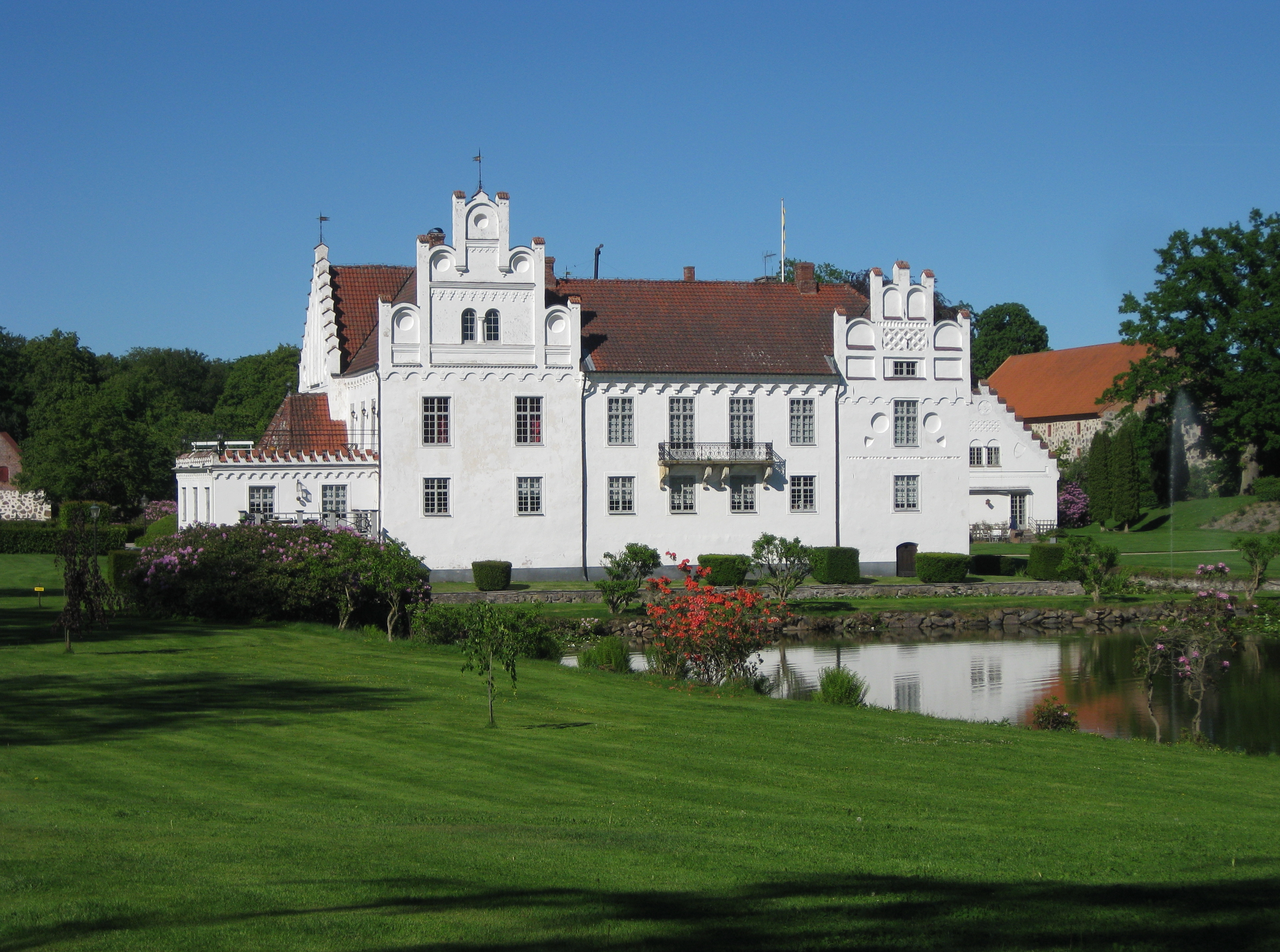
Schloss Vanås (seit 1801)
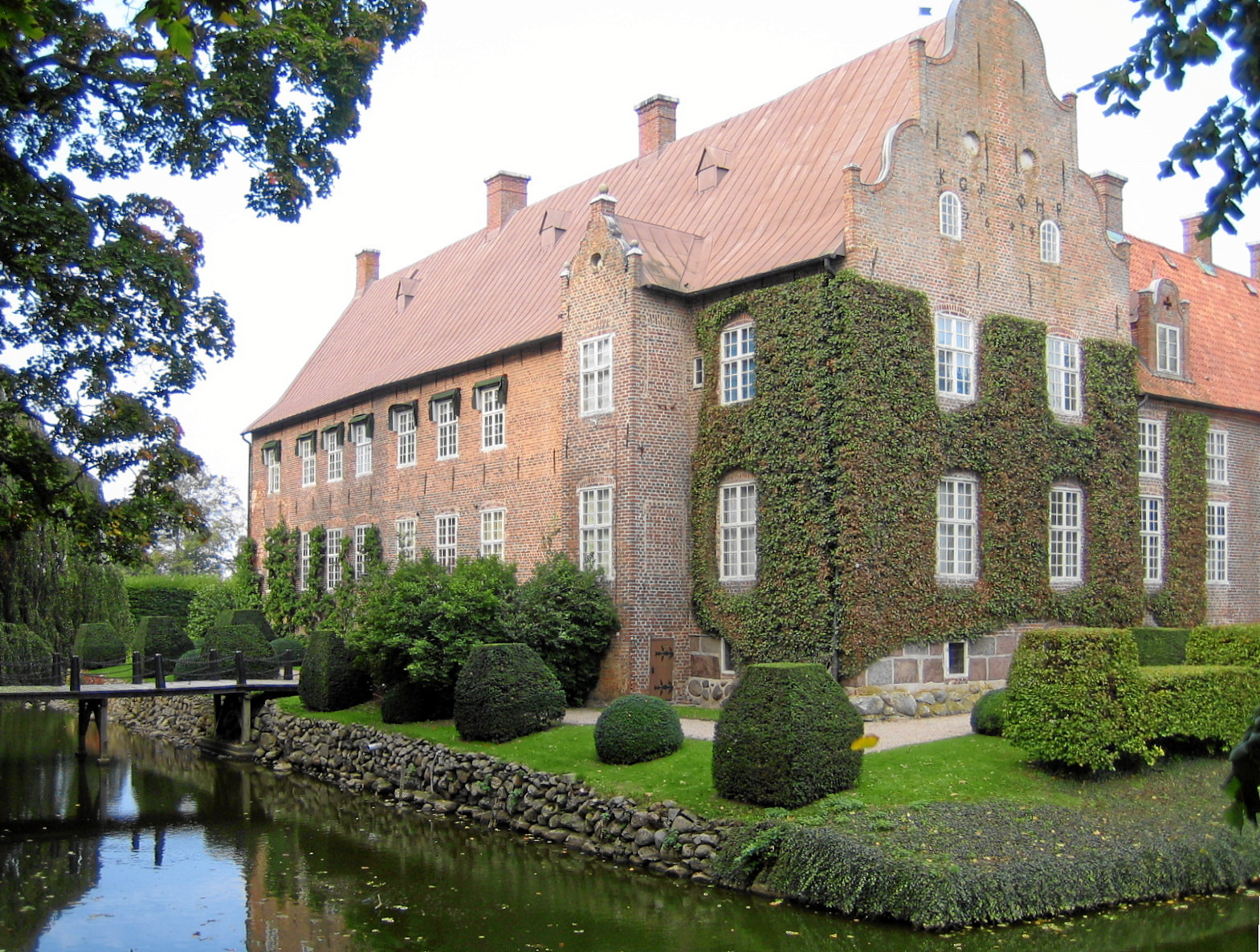
Schloss Trolle-Ljungby (seit 1810)
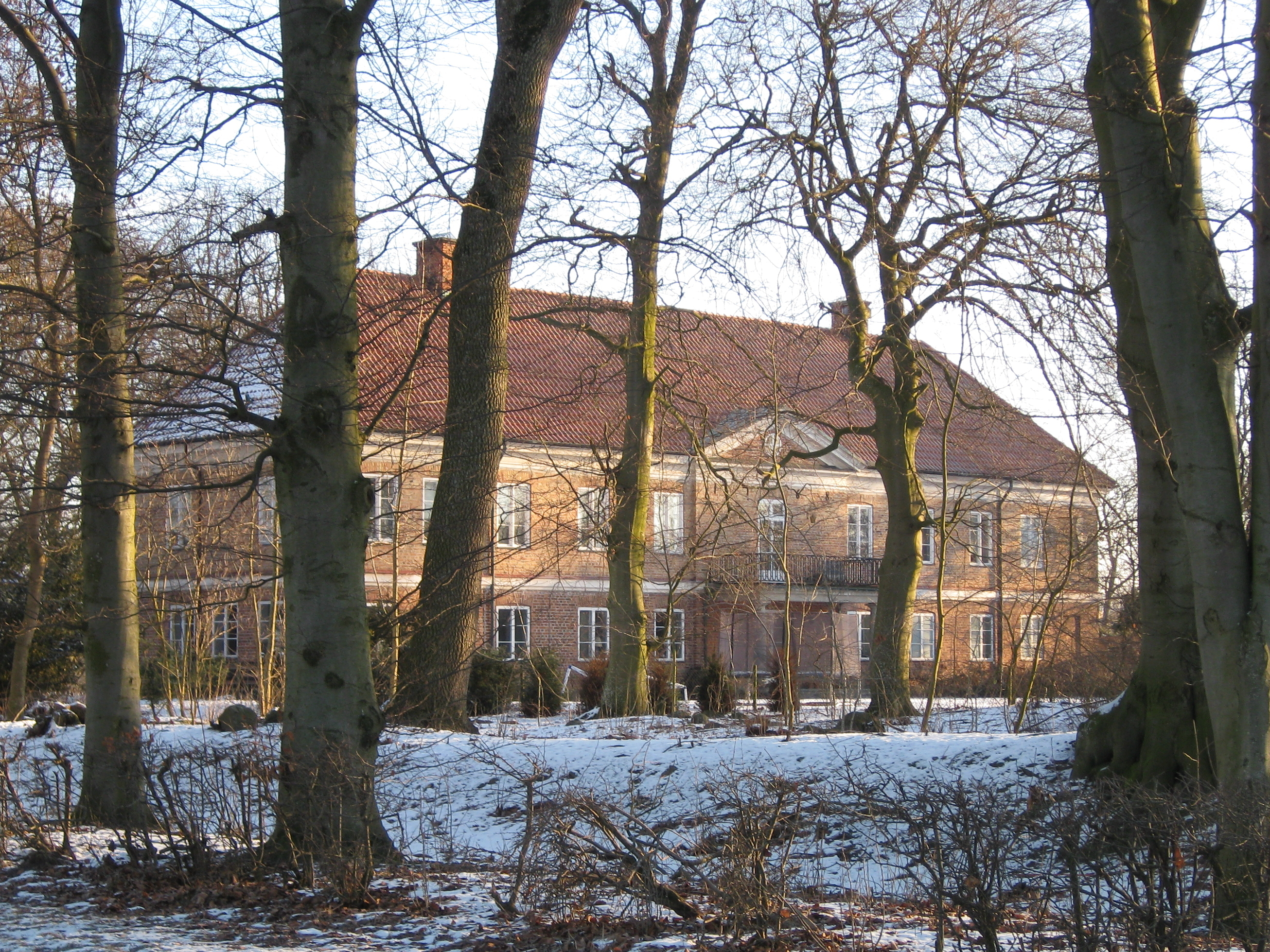
Schloss Trolleberg (seit 1810)
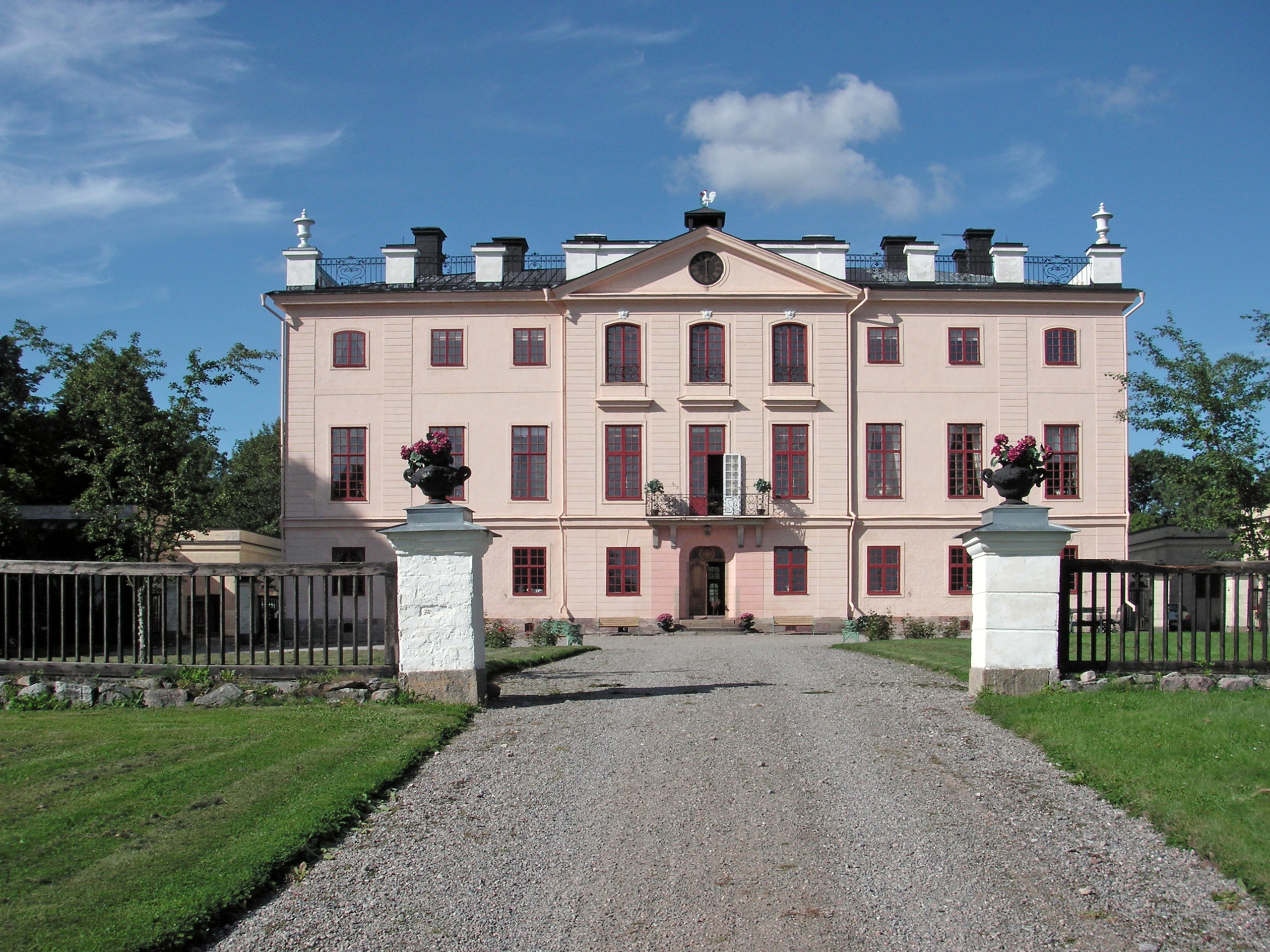
Schloss Tistad bei Nyköping (seit 1812)